# بایامون، پورتوریکو
بایامون، پورتوریکو (به انگلیسی: Bayamón) یک شهرداری در پورتوریکو است.

## خصوصیات
بایامون ۱۱۵٫۳۴ کیلومترمربع مساحت و ۲۳۹٬۱۱۶ نفر جمعیت دارد و ۱۶ متر بالاتر از سطح دریا واقع شده است.